# Sofitel
Sofitel is een keten van luxe hotels die eigendom zijn van Accor. Alle hotels binnen de Sofitelketen zijn 4- of 5-sterren hotels. De gehele keten is samengesteld uit ongeveer 200 hotels.

## Geschiedenis
- In 1964 opende het eerste Sofitelhotel in Straatsburg.
- In 1974 opende het eerste internationale hotel in Minneapolis.
- In 1975 werd de hotelketen opgekocht door de Jacques Borel-groep.
- In 1983 werd de gehele Jacques Borel-groep opgekocht door de Accor Hotel Group Sieh.
- In 2000 werd het eerste hotel geopend in Philidelphia en New York.
- In 2009 werden de ketens Sofitel Legends en SO by Sofitel geïntroduceerd. Het Prinsenhof in Amsterdam werd in 2010 het eerste Europese Sofitel Legend.